# Masknicka
Masknicka (Anomobryum julaceum) är en bladmossart som beskrevs av W. P. Schimper 1860. Masknicka ingår i släktet Anomobryum och familjen Bryaceae. Arten är reproducerande i Sverige. Inga underarter finns listade i Catalogue of Life.